# John Oden
John Oden (ur. 3 sierpnia 1980 w Nowym Jorku) – amerykański koszykarz, w sezonie 2007/2008 grający w Polskiej Lidze Koszykówki w drużynie Atlasa Stali Ostrów Wielkopolski. W sezonie 2008/2009 grał we francuskiej Pro-A w drużynie Dijon.

## Sukcesy
- Mistrz CEBL 2007/2008
- Nagrodzony za najlepszą akcję sezonu PLK 2007/2008